# Elaeognatha melanostictoides
Elaeognatha melanostictoides är en fjärilsart som beskrevs av Embrik Strand 1917. Elaeognatha melanostictoides ingår i släktet Elaeognatha och familjen trågspinnare. Inga underarter finns listade i Catalogue of Life.